# Pantanal

Pantanal – rozległa równina aluwialna w Ameryce Południowej. Rozciąga się na obszarze centralno-zachodniej Brazylii (stany Mato Grosso i Mato Grosso do Sul), wschodniej Boliwii i północno-wschodniego Paragwaju. Nazwa Pantanal pochodzi od portugalskiego słowa pantano oznaczającego bagno. Kiedy Portugalczycy dotarli do tych terenów, wzięli je za śródlądowe morze. Teren ten regularnie zalewany jest przez rzekę Paragwaj i jej dopływy. Zajmuje powierzchnię 200 000 km². Głębokość wody może przekraczać 6 metrów, w porze suchej zmniejsza się o około 4 metrów. 
Pantanal cechuje się bogactwem i różnorodnością przyrody. Został wydzielony jako ekoregion przez WWF (identyfikator NT0907) w ramach biomu zalewowe formacje trawiaste i sawanny oraz przez One Earth w ramach bioregionu sawanny zalewowe i suche lasy pantanalu. Pantanal boliwijski, a dokładnie Park Narodowy Otuquis, został w 2001 roku uznany za obszar wodno-błotny mający znaczenie międzynarodowe i objęty konwencją ramsarską. Konwencją tą objęty jest również Park Narodowy Pantanal Matogrossense w Brazylii.

## Sezonowość
Równina kształtowana jest przez dwie pory – suchą i deszczową. Pora deszczowa trwa latem, czyli tutaj od października do marca. Roczne opady wynoszą od 1000 do 1400 mm. Ze względu na małe nachylenie (2 cm/km) woda gromadzi się i zalewa całą nizinę, pozostawiając jedynie małe fragmenty – położone wyżej wyspy, gdzie skupia się zwierzyna. W porze suchej – od kwietnia do września – teren wysycha, tworząc sawannę.

## Flora
Na równinie występuje kilka ekosystemów:
- na południu tropikalne lasy suche, zielone jedynie w porze deszczowej,
- na wschodzie otwarte sawanny Cerrado (tzw. Wysoki Pantanal),
- na północy tropikalne lasy wilgotne,
- bliżej Boliwii znajdują się także jeziora, a nawet słonawe laguny.

W najniższych partiach Pantanal pokrywają tysiące stałych i półstałych jezior, starorzeczy i stawów o średnicy od kilku metrów do kilkudziesięciu kilometrów. Są one często pokryte roślinnością reprezentującą najbardziej zróżnicowane zbiorowiska roślin wodnych na świecie. Powszechnie występującymi tu gatunkami pleustofitów są eichhornia gruboogonkowa, Salvinia auriculata i pistia rozetkowa. Gatunki helofityczne, rosnące w pobliżu brzegów jezior i w płytszych wodach to Cyperus giganteus, Scirpus validus i Typha dominguensis. W Campos i sezonowo zalewanych formacjach trawiastych dominują rośliny zielne, które tolerują powodzie i pożary. Typowymi gatunkami tych formacji są Axonopus purpusii, Eleocharis acutangula i proso. Sporadycznie występuje tu też krzew Vernonia scabra.
Nieco wyżej rozciągają się sawanny drzewiaste przechodzące w lasy tropikalne (cerrado). Obszar jest mniej narażony na zalanie i bardziej narażony na ogień. Dominują tu zazwyczaj trawy (np. Elionurus muticus) z krzewami (Chomelia obtusa, Qualea i Curatella americana) i niskimi drzewami, niekiedy z Copernicia alba. 
Wzdłuż rzek i na najwyżej położonych terenach występują lasy galeryjne z Psidium kennedyanum, akacjami, puchowcem pięciopręcikowym, Enterolobium contortisiliquum, Piptadenia macrocarpa, Caesalpinea paraguariensis i mimozami.

## Fauna
Świat zwierząt równiny jest również bardzo zróżnicowany. Występuje tu około 80 gatunków ssaków. Należą do nich między innymi: jaguar, puma, ocelot, wilk grzywiasty, arirania, mrówkojad wielki, jeleń bagienny, pekari, tapir, pancernik olbrzymi i kapibara. Te ostatnie w porze suchej obserwuje się w stadach nawet do 100 osobników. Występuje tu również 5 gatunków małp. 
O bogactwie tego rejonu świadczy przede wszystkim wielkość awifauny. Występuje tu około 650  gatunków ptaków, w tym 45 gatunków szponiastych i 26 gatunków papug. Występuje tu również nandu. Pantanal jest największym i najzasobniejszym terenem zimowisk dla ptaków z Ameryki Północnej.
Wśród 80 gatunków gadów występują np. przedstawiciele kajmanów i anakondy.
W rzekach Pantanalu żyje 400 gatunków ryb, a wśród nich kilka gatunków piranii, a także endemiczne płaszczki słodkowodne, ryby dwudyszne i flądrokształtne.
Pantanal zamieszkuje również około 500 gatunków motyli